# Martin Heinrich
Martin Trevor Heinrich, född 17 oktober 1971 i Fallon, Nevada, är en amerikansk demokratisk politiker. Han representerar delstaten New Mexico i USA:s senat sedan 2013.
Heinrich avlade kandidatexamen vid University of Missouri och studerade sedan vidare vid University of New Mexico.
Kongressledamoten Heather Wilson ställde inte upp för omval i kongressvalet 2008. Hon förlorade i stället i republikanernas primärval inför senatsvalet. Heinrich besegrade republikanen Darren White i kongressvalet och efterträdde Wilson i representanthuset i januari 2009. Wilson var Heinrichs huvudkonkurrent i senatsvalet den 6 november 2012, vari han besegrade henne genom att erhålla 51 procent av rösterna mot hennes 45.
Martin Heinrich ställde upp i omval år 2018 för en andra mandatperiod som senator. Primärvalet för båda partier var den 5 juni 2018. Heinrich vann lätt den demokratiska nomineringen med 100 procent av rösterna eftersom han hade inga utmanare, och mötte affärsmannen Mick Rich från New Mexico. Heinrich omvaldes till en andra mandatperiod under 2018.
Heinrich är medlem i Evangelical Lutheran Church in America.